# 斯科萊區

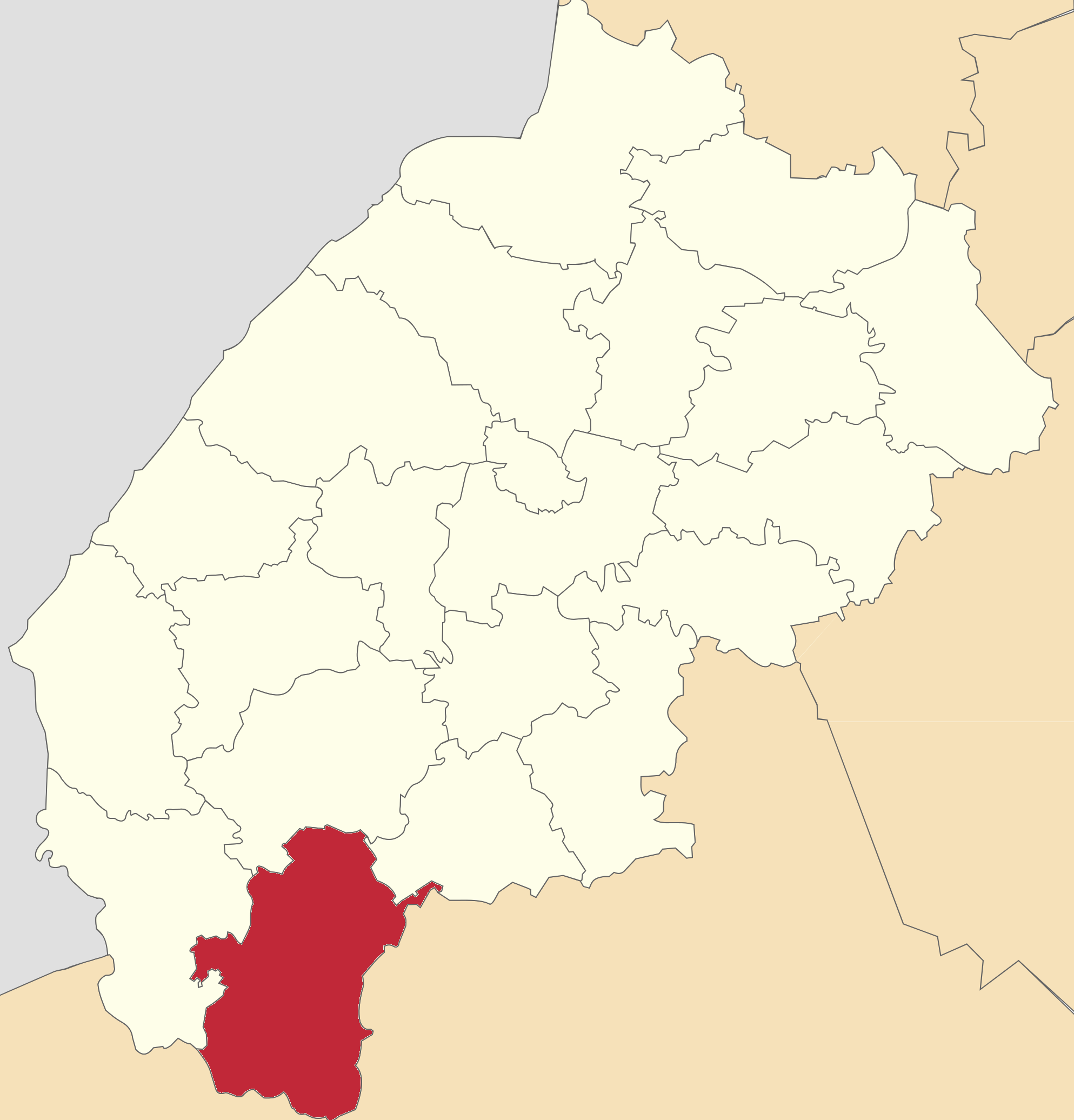

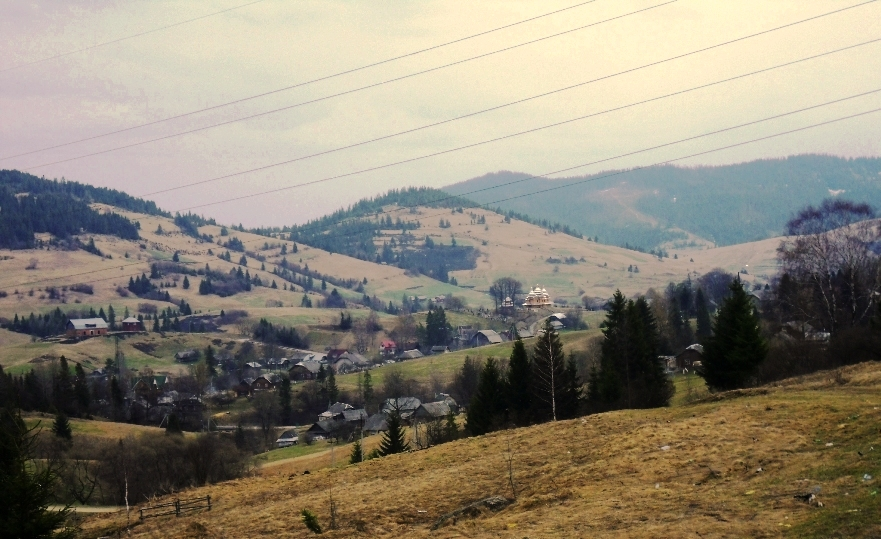

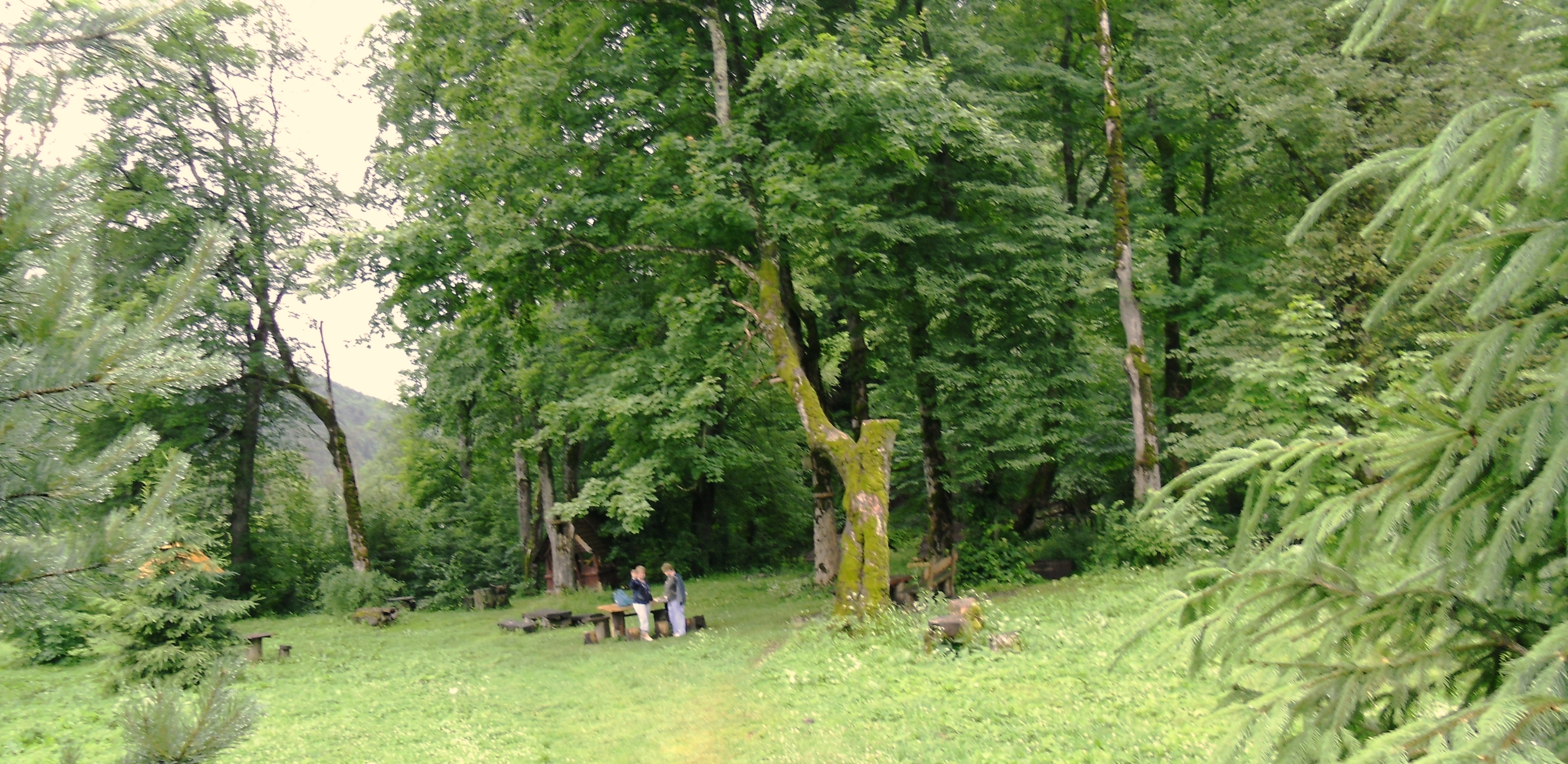

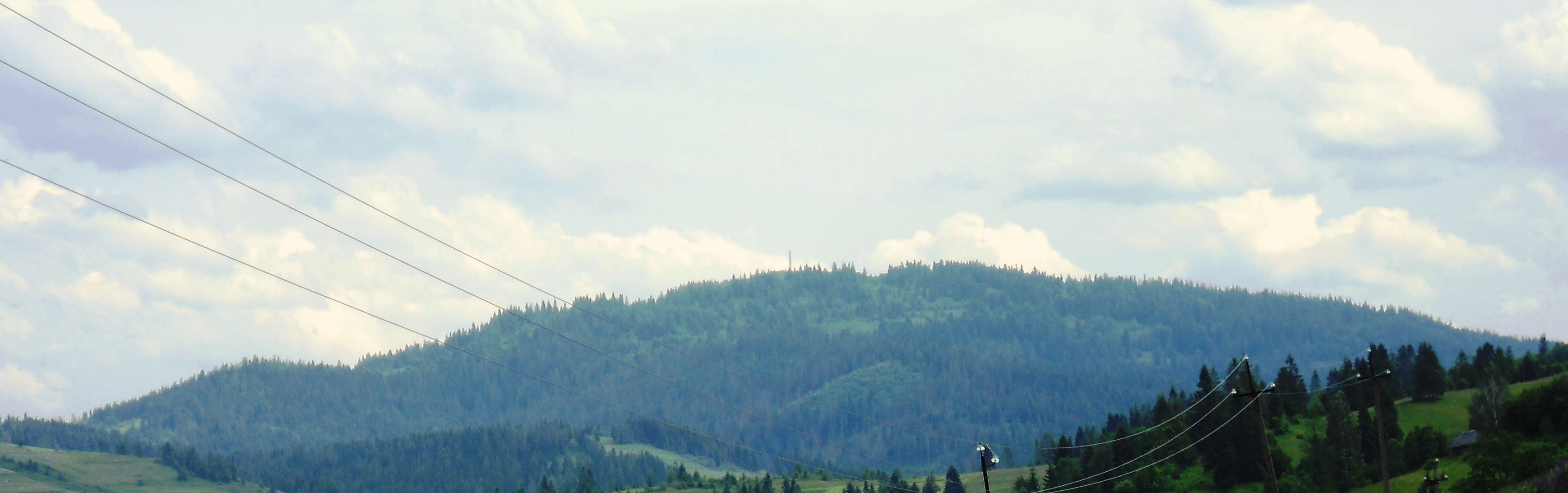

斯科萊區（烏克蘭語：Сколівський район），曾是烏克蘭的一個區，位於該國西部，由利沃夫州負責管轄，首府設於斯科萊，面積1,471平方公里，2015年人口47,938，人口密度每平方公里32.59人。
2020年7月18日乌克兰施行了行政区划改革，利沃夫州的区份数量减至7个。斯科莱区合并至斯特雷區。